# Soni Malaj
Soni Malaj (appelée localement Soni) est une chanteuse albanaise à succès.

## Biographie
Enfant, Soni Malaj était ballerine.

## Polémique
Une polémique a éclaté autour du possible plagiat de la chanson de Soni Malaj Ndarja par la Serbe Marija Šerifović lors du Concours Eurovision 2007, la chanson Molitva ayant rapporté la victoire.

## Discographie

### Singles
- Shpirti Im Binjak (2008)
- I Feel Crazy avec Flori et Andy DJ (2008)
- Pres Më Shum Nga Ti (2008)
- Me Faj Pa Faj (2008)
- Kënaqësi Që U Pam (2008)
- Zig Zag (2007)
- Shukarije avec Sinan Hoxha (2007)
- Do Të Vij (2007)
- Ndarja (2007)

### Succès principaux
- Amaneti i të parëve
- Djemtë më ngacmojnë
- Do te vij
- Dua të zbuloj misterin
- E vogëla
- Eja në Ballkan
- Eja, eja
- Lag e ter
- Lajka
- Larg natës
- Lujma belin
- Mbretëresha e natës
- Ndarja
- Një me dy
- Nuk qaj për ty
- Samba
- Shko
- Shukarije (en duo avec Sinan Hoxha)
- Të më kërkosh
- Unë për ty nuk qava
- Zemër lozonjare